# Liste der Biografien/Corv
Liste der Biografien |
Portal Biografien |
Personensuche
# |
A |
B |
C |
D |
E |
F |
G |
H |
I |
J |
K |
L |
M |
N |
O |
P |
Q |
R |
S |
T |
U |
V |
W |
X |
Y |
Z |
?
 
Ca |
Cb |
Cc |
Ce |
Ch |
Ci |
Cj |
Ck |
Cl |
Cm |
Cn |
Co |
Cr |
Cs |
Ct |
Cu |
Cv |
Cw |
Cy |
Cz
 
Coa–Cod |
Coe–Cok |
Col |
Com |
Con |
Coo–Coq |
Cor |
Cos |
Cot |
Cou |
Cov |
Cow |
Cox |
Coy |
Coz
 
Cora |
Corb |
Corc |
Cord |
Core |
Corf |
Corg |
Cori |
Cork |
Corl |
Corm |
Corn |
Coro |
Corp |
Corr |
Cors |
Cort |
Coru |
Corv |
Corw |
Cory |
Corz
Die Liste der Biografien führt alle Personen auf, die in der deutschsprachigen Wikipedia einen Artikel haben. Dieses ist eine Teilliste mit 41 Einträgen von Personen, deren Namen mit den Buchstaben „Corv“ beginnt.

## Corv

### Corva
- Corvalán Nanclares, Ernesto (1918–2006), argentinischer Jurist und Politiker der peronistischen Partido Justicialista
- Corvalán, Arturo (* 1978), chilenischer Straßenradrennfahrer
- Corvalan, Diego (* 2002), Schweizer Fussballspieler
- Corvalán, Luis (1916–2010), chilenischer Politiker und Generalsekretär der Kommunistischen Partei ChilesLuis Corvalán (1916–2010)

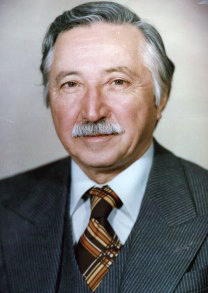
Luis Corvalán (1916–2010)

### Corve
- Corvée, Lucas (* 1993), französischer Badmintonspieler
- Corvelo, Ângela (* 1970), osttimoresische Politikerin
- Corveloni, Sandra (* 1965), brasilianische Schauspielerin
- Corver, Charles (1936–2020), niederländischer Fußballschiedsrichter
- Corver, Ellen, niederländische Pianistin
- Corver, Gerrit (1690–1756), Amsterdamer Bürgermeister
- Corver, Joan (1628–1716), Amsterdamer Bürgermeister und niederländischer Diplomat
- Corvers, Kevin (* 1987), deutscher Fußballspieler

### Corvi
- Corvi, Domenico (1721–1803), italienischer Maler des Rokoko und der Neoklassik
- Corvi, Enzo (* 1992), Schweizer Eishockeyspieler
- Corvia, Daniele (* 1984), italienischer Fußballspieler
- Corvilain, Séverine (* 1989), belgische Badmintonspielerin
- Corvin, Christoph (1552–1620), deutscher Buchdrucker und Verleger
- Corvin, Georg († 1645), deutscher Philosoph, Professor der Philosophie
- Corvin, Otto von (1812–1886), deutscher Schriftsteller
- Corvin-Krasińska, Franziska von (1742–1796), polnisch-sächsische Adlige
- Corvin-Wiersbitzki, Gottlob Karl Ludwig von (1756–1817), preußischer Generalmajor
- Corvin-Wiersbitzki, Heinrich Friedrich Ernst von (1768–1823), preußischer Generalmajor
- Corvin-Wiersbitzky, Ludwig von (1789–1872), preußischer Generalleutnant
- Corvington, André (1877–1918), haitianischer Fechter
- Corvini-Mohn, Sabrina (* 1984), Schweizer Politikerin (CVP)
- Corvino, Oliver (* 1977), deutsch-italienischer Schlagersänger, Komponist und Produzent
- Corvinus, Andreas (1589–1648), deutscher Rhetoriker, Philologe und Jurist
- Corvinus, Anton (1501–1553), lutherischer Theologe, niedersächsischer Reformator und Landessuperintendent im Herzogtum Calenberg-Göttingen
- Corvinus, Gottlieb Siegmund (1677–1747), deutscher Schriftsteller
- Corvinus, Gudrun (1931–2006), deutsche Geologin, Paläontologin und Prähistorikerin
- Corvinus, Johann August (1683–1738), Kupferstecher in Augsburg
- Corvinus, Johannes (1583–1646), deutscher lutherischer Prediger in Stralsund und Danzig
- Corvinus, Laurentius (1465–1527), Gelehrter an der Universität Krakau, Stadtschreiber von Breslau und Thorn sowie Rektor des Breslauer Elisabet-Gymnasiums
- Corvinus, Matthias (1443–1490), ungarischer KönigMatthias Corvinus (1443–1490)

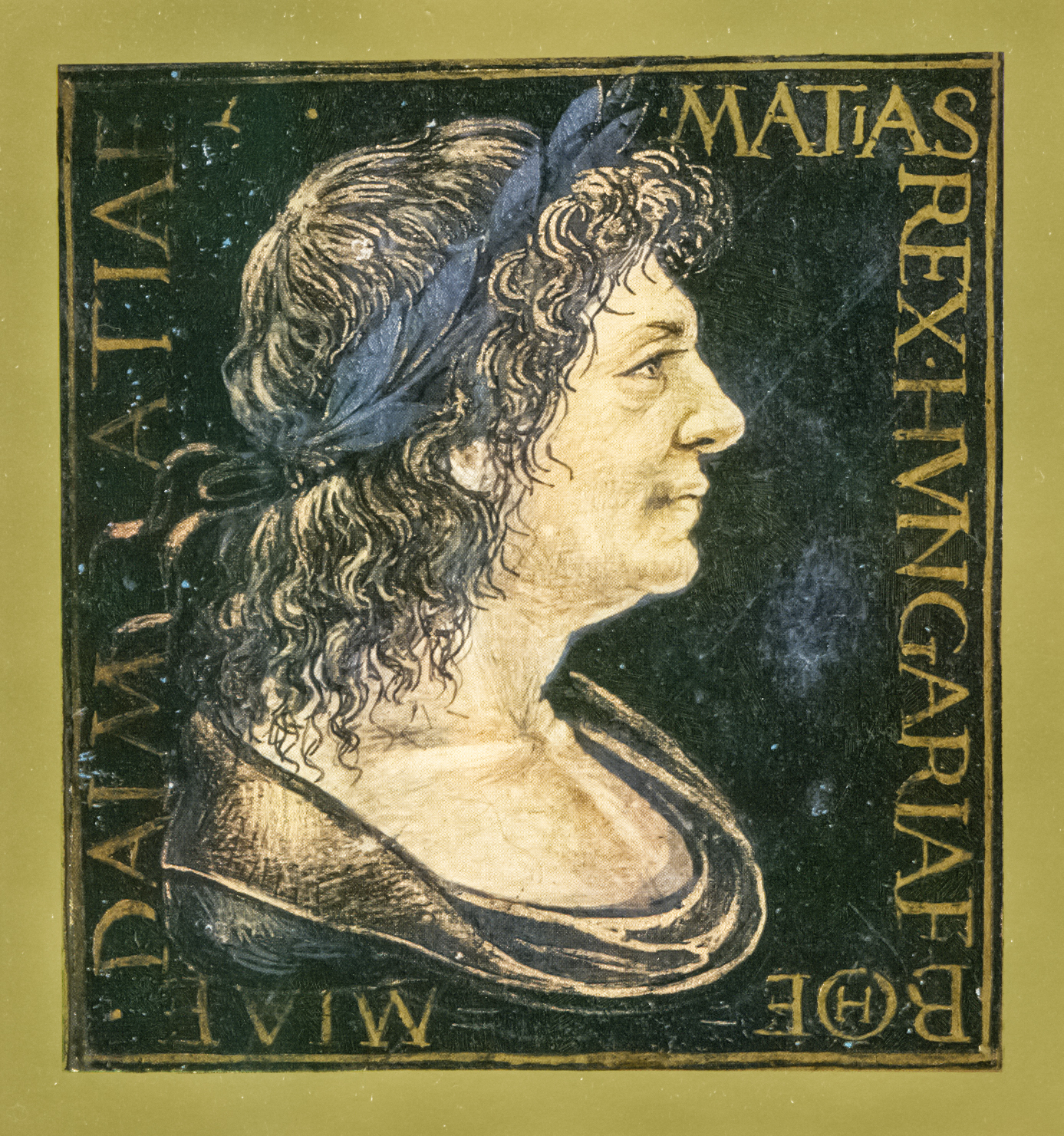
Matthias Corvinus (1443–1490)

- Corvisart, Jean-Nicolas (1755–1821), französischer Mediziner und Leibarzt von Napoleon Bonaparte
- Corvisier, André (1918–2014), französischer Historiker
- Corvisier, Christine (* 1982), französische Jazzmusikerin (Tenorsaxophon, Bassklarinette)

### Corvo
- Corvo, Joe (* 1977), US-amerikanischer Eishockeyspieler

### Corvu
- Corvus, Augustus, deutscher Maler
- Corvus, Robert (* 1972), deutscher Schriftsteller
- Corvus, Xander (* 1988), US-amerikanischer Pornodarsteller